# Cowiea
Cowiea là một chi thực vật có hoa trong họ Thiến thảo (Rubiaceae).

## Loài
Chi Cowiea gồm các loài: